# Mica Todorović
Mica Todorović, bosanska slikarka, * 1900, Sarajevo, Avstro-Ogrska, † 1981, Sarajevo, SR Bosna in Hercegovina, SFR Jugoslavija.
Bila je ustanovna članica Združenja likovnih umetnikov BiH in prva ženska redna članica Bosanske akademije znanosti in umetnosti.

## Življenjepis
Mica Todorović se je rodila v Sarajevu leta 1900. Obiskovala je Dekliško srednjo šolo v Sarajevu, leta 1920 pa je šolanje nadaljevala na Akademiji likovnih umetnosti v Zagrebu, kjer je bila edina ženska v svojem razredu. Diplomirala je leta 1926 in se vrnila v Sarajevo, ki je bilo v tistem času središče vseh vizualnih umetnosti. Potem je potovala v Italijo, kjer je študirala renesančno umetnost. Med 2. svetovno vojno je bila zaprta v koncentracijskem taborišču Stara Gradiška, kasneje pa so jo deportirali v Avstrijo, kjer je opravljala prisilno delo. Leta 1945 je postala ustanovna članica Združenja likovnih umetnikov Bosne in Hercegovine. Bila je tudi prva ženska, ki je postala redna članica Bosanske akademije znanosti in umetnosti, kot tudi članica Srbske akademije znanosti in umetnosti. Bila je tudi ena prvih profesorjev na Šoli uporabnih umetnosti v Sarajevu, kjer je delala do svoje upokojitve. Umrla je leta 1981 in je pokopana na pokopališču Bare v Sarajevu.

## Dela
Njena prva razstava je bila izvedena leta 1930 v Angliji. Kot socialistka se je povezala s kolektivom Grupa Zemlja, ki je svoja dela razstavljala v Ljubljani in po Evropi. Skupino so sestavljali umetniki, ki so želeli v naivnih slogih prikazati delavski razred. Leta 1932 se je vrnila v Sarajevo in postala članica Komunistične partije Jugoslavije. Od leta 1937 je delala pretežno z barvami in razvila močno oko za barvo.
Leta 1945 je bila edina umetnica, ki je pričala pri Državni komisiji za ugotavljanje vojnih zločinov v Beogradu. Njeno serijo risb Zadnje žrtve Jasenovca in Gradiške, ki je predstavljala življenje v koncentracijskih taboriščih, so uporabili kot dokaz. Po drugi svetovni vojni so iz njenih del izginile človeške figure, navdih pa je pričela črpati iz predmetov okrog sebe. Kljub skupnim razstavam v Jugoslaviji in samostojnim razstavam v Evropi je prva razstava Todorovićeve v Beogradu potekala šele leta 1954. Leta 1962 in 1975 so potekale njene razstave v Sarajevu, v Beogradu pa še leta 1968.
Leta 1959 je slika Benetke, ki je naslikana večinoma v beli barvi, postala prelomnica v njenem slogu in vstop v »belo fazo« njene kariere. Od leta 1962 se je njeno delo zopet razvijalo, tokrat pa je vključevala oljne pastele, pa tudi barvo. Leta 1980 je v Narodni galeriji Bosne in Hercegovine potekala retrospektiva njenega dela. Leta 2019 so bile risbe Todorovićeve, ki jih je ustvarila med letoma 1929 in 1933, prav tako razstavljene v Narodni galeriji BiH. Galerija v svoji zbirki hrani več kot 300 njenih del, del katerih je na stalni razstavi.

### Izgubljena dela
Leta 1992 je bila med vojno v Bosni in Hercegovini uničena 10-nadstropna stavba časopisa Oslobođenje, ki je hranila fotografije Todorovićeve.

## Odlikovanji
- Red zaslug za ljudstvo z zlato zvezdo
- Red dela z rdečo zastavo

## Zapuščina
Ulica v sarajevski četrti Gorica, kjer je živela, nosi njeno ime.